# Theodor Brieger
Johann Friedrich Theodor Brieger, född 4 juni 1842 i Greifswald, död 8 juni 1915 i Leipzig, var en tysk protestantisk teolog; bror till Ludwig Brieger.  
Brieger blev 1870 docent och 1873 e.o. professor i kyrkohistoria i Halle an der Saale, 1876 ordinarie professor i samma ämne i Marburg och 1886 i Leipzig. Hans skrifter behandlar företrädesvis reformationshistorien. Nämnas kan Die angebliche Marburger Kirchenordnung von 1527 (1881), Quellen und Forschungen zur Geschichte der Reformation (1884 ff.) samt flera smärre avhandlingar och uppsatser, däribland om den katolska avlatshandelns verkliga innebörd vid tiden för Martin Luthers uppträdande. Tillsammans Wilhelm Gaß, Albrecht Ritschl och Hermann Reuter uppsatte han 1876 "Zeitschrift für Kirchengeschichte", som han därefter redigerade.